# Монастир Констамоніту

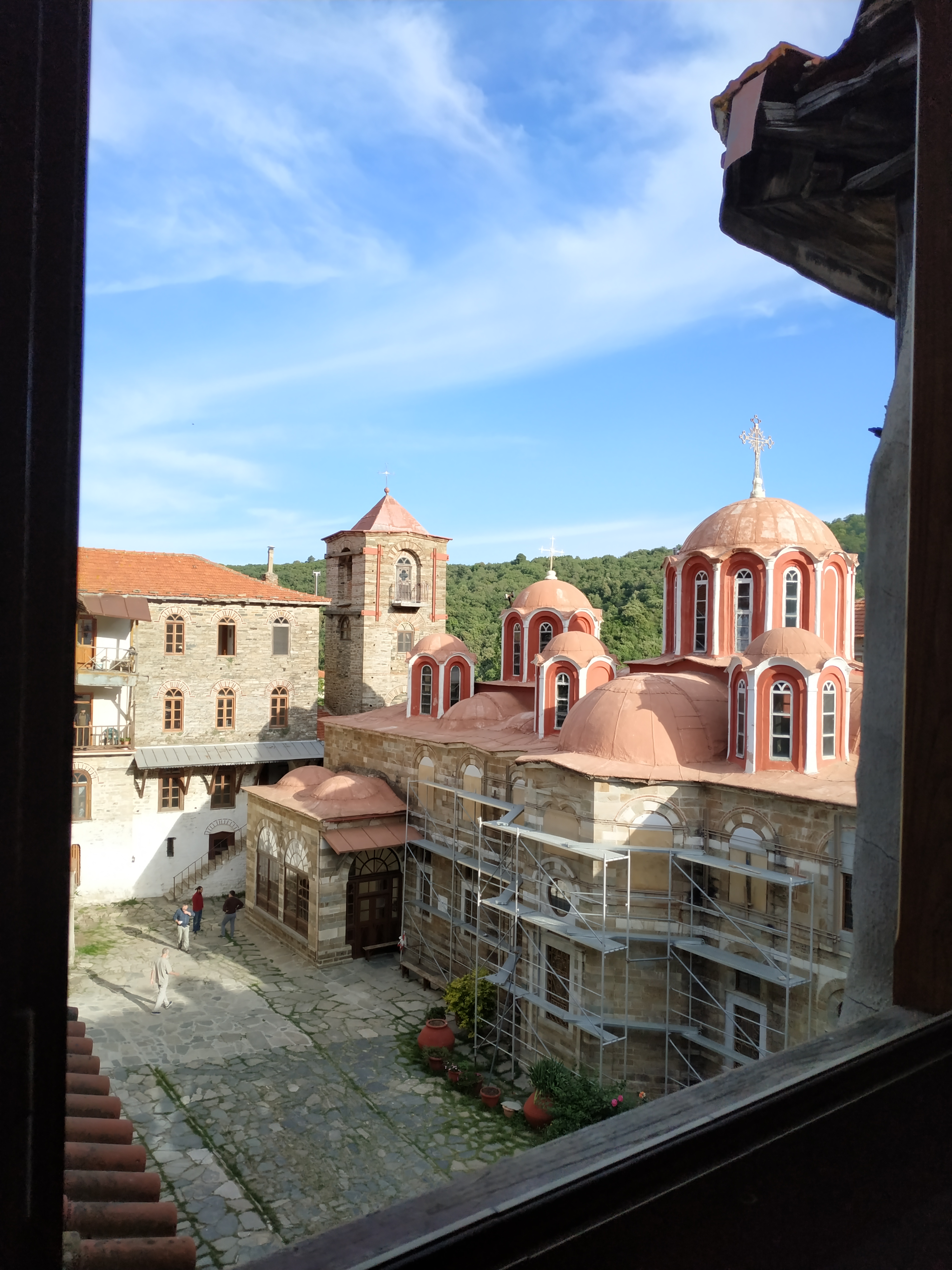

40°17′17.43″ пн. ш. 24°10′26.01″ сх. д. / 40.2881750° пн. ш. 24.1738917° сх. д.
Монастир Констамоніту (грец. Μονή Κωνσταμονίτου) — грецький чоловічий православний монастир на Святій горі Афон, займає у святогірській ієрархії двадцяте місце. Розташований на південно-східному узбережжі півострова Айон-Орос. Від Констамоніту до Зографу одна година ходу, до Карієса — три години.

## Історія
Заснування афонського монастиря Констамоніту приписують Костянтину Великому, або його синові. Проте правдивішим вважається переказ, що титар його був вельможею імператорського двору Комнінів, а відтак монастир заснована не раніше 13 або 14 століття. Назва монастиря походить від оточуючого його каштанового гаю.
Окрім католікону діють вісім параклісів: Божої Матері, святих Архангелів, святих Костянтина і Олени, святих Косми і Даміана, святого Мелетія Антіохійського, преподобного Антонія Великого, преподобних отців Афонських та Всіх Святих.

## Реліквії
Соборний храм присвячений святому першомученику та архідиякону Степану. Крім частинки багряниці Христової тут зберігаються мощі: святого Архідиякона Стефана, глава священномученика Власія: частина плеча святого царя Костянтина; святого Трифона рука та інші частини святих мощей.
У соборному храмі зберігаються дві чудотворні ікони: Божої Матері Предвозвестительки та першомученика Стефана. Відома також стародавня ікона Богоматері Одигітрії. Вона перебувала у Влахернському храмі в Константинополі, подарована монастирю сербською княгинею Анною, якій вона була подарована імператором Мануїлом та сином його Іоанном Палеологом. Ікона ця стоїть при північно-східній колоні, яка підтримує купол храму.

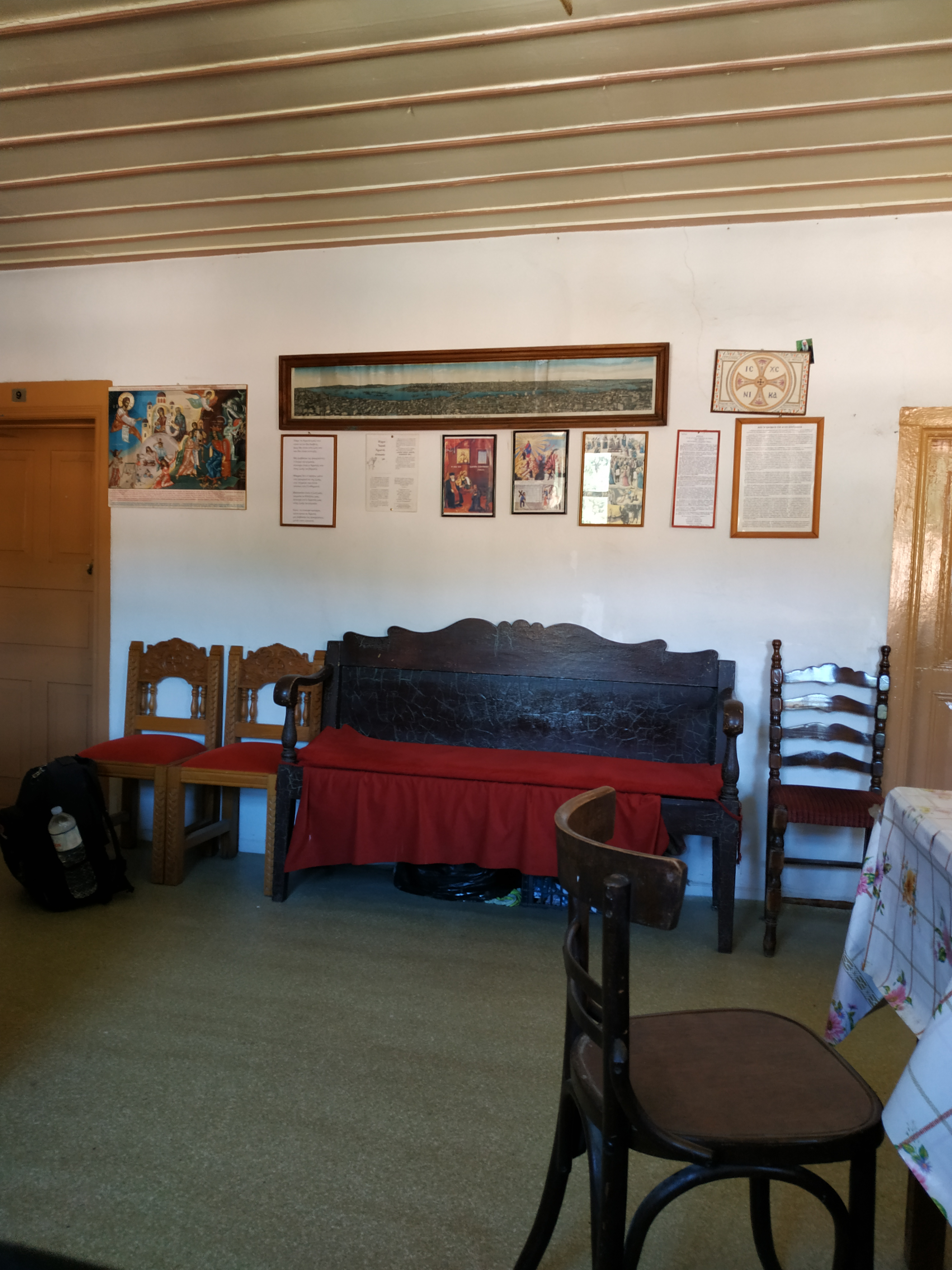
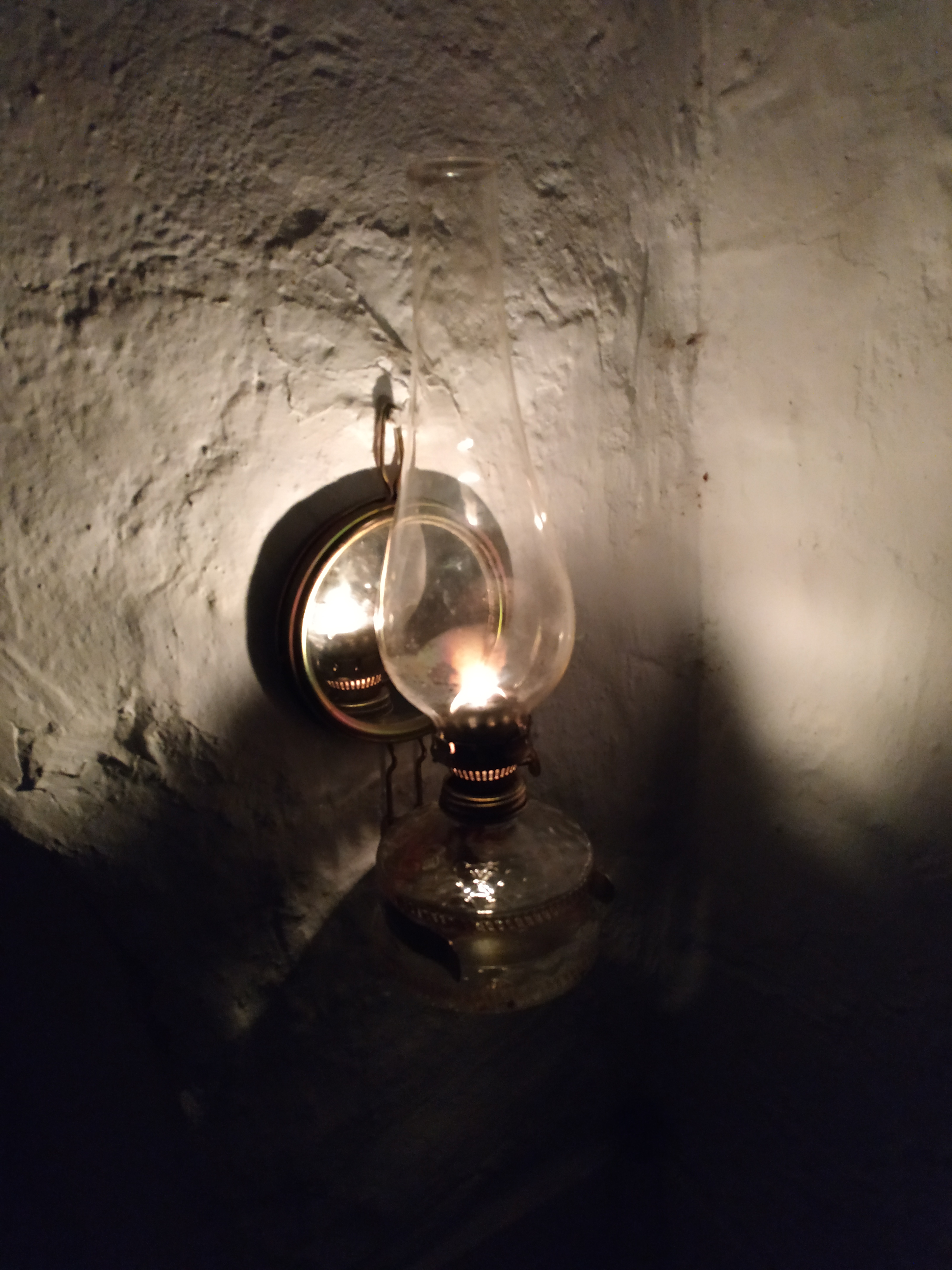
в гостьових кімнатах світлом слугує лампада
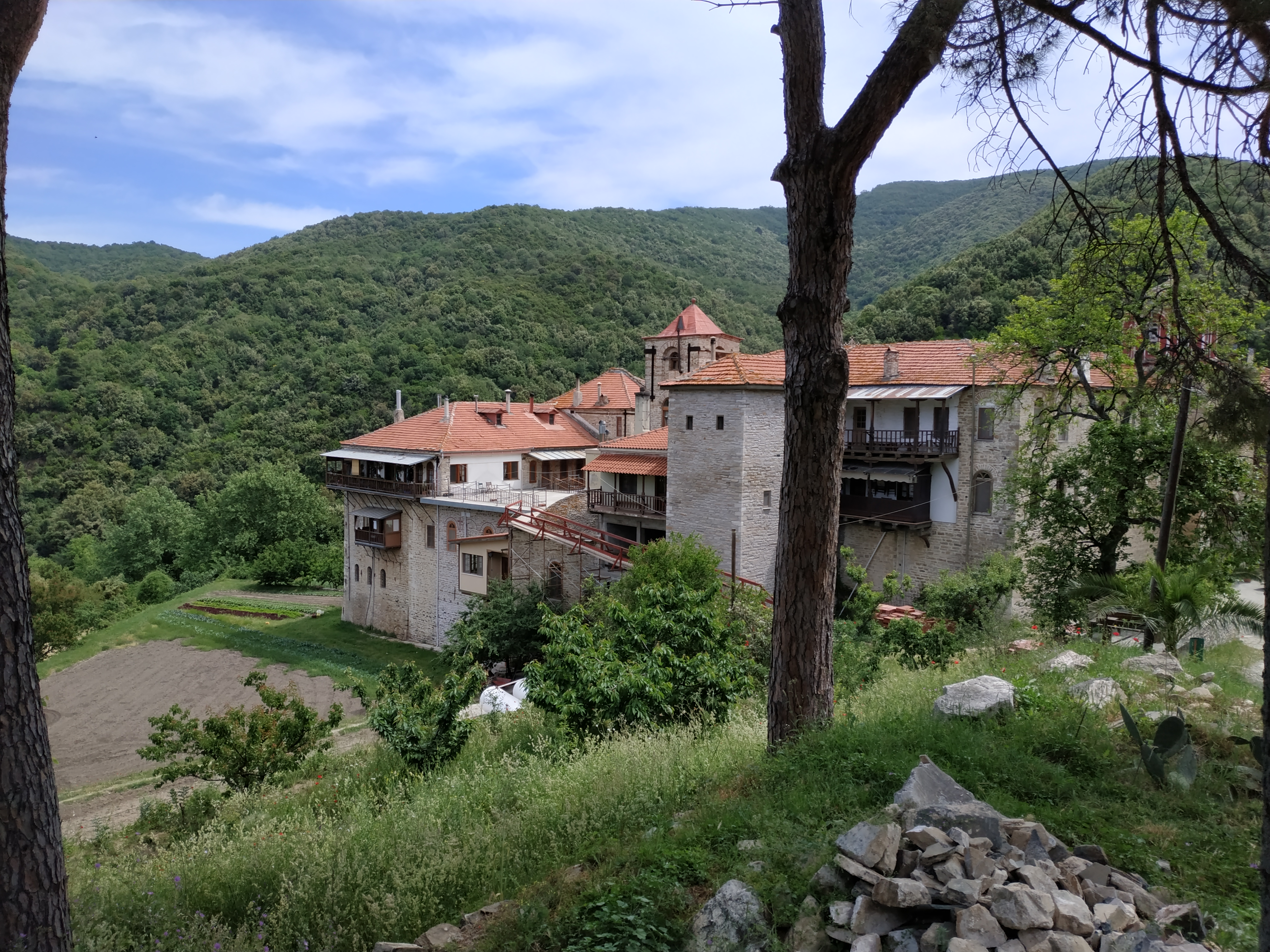
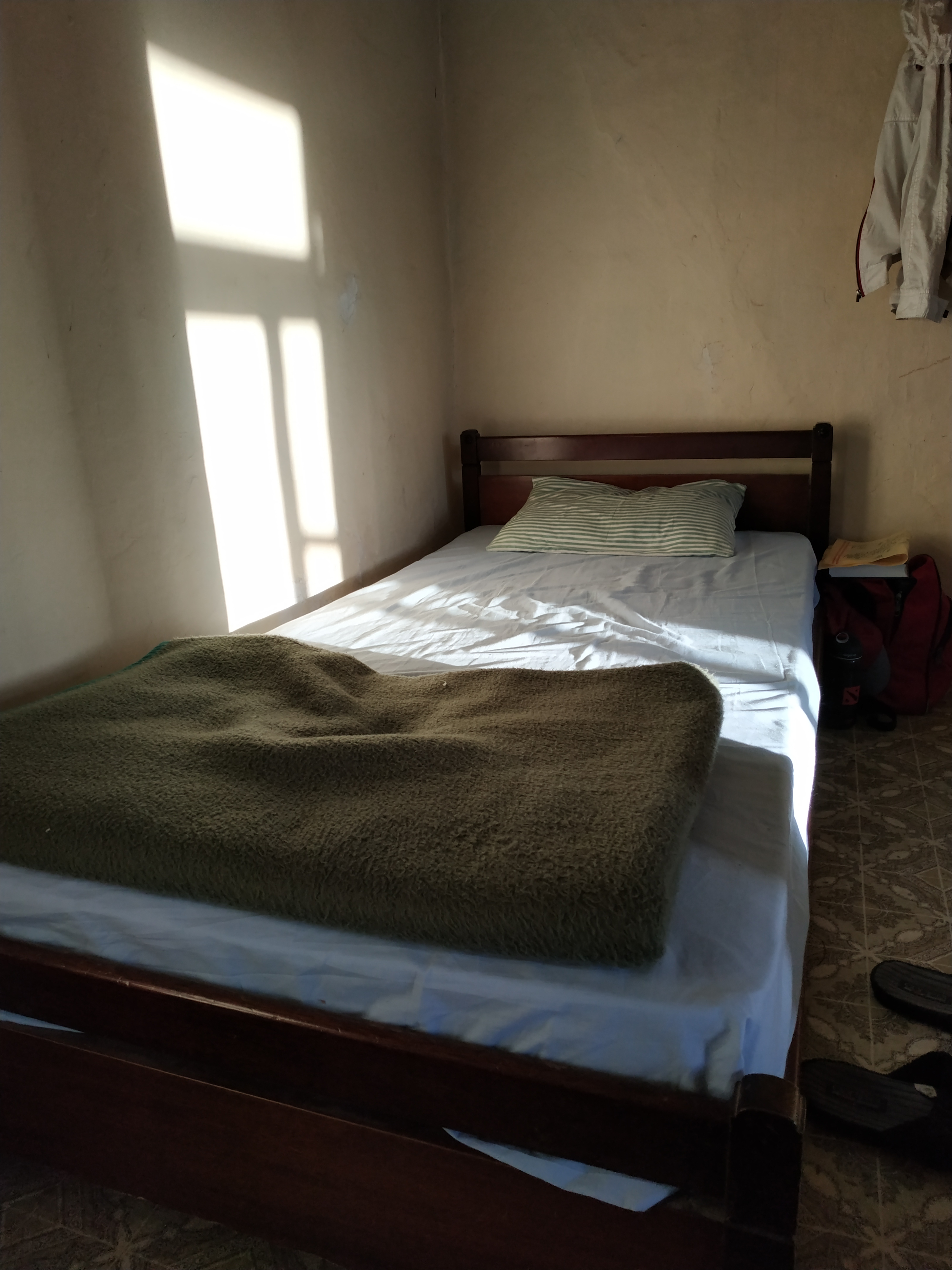
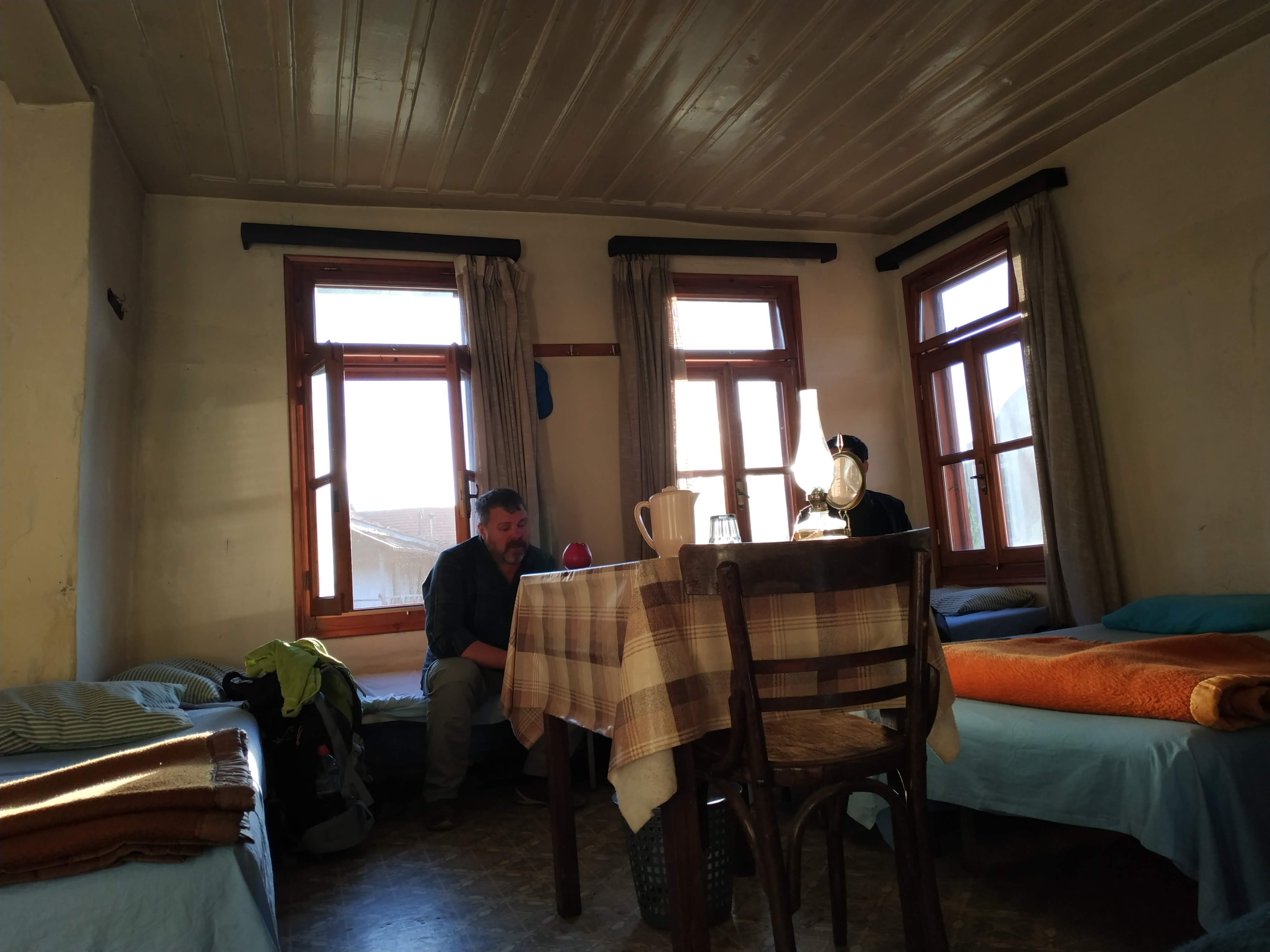
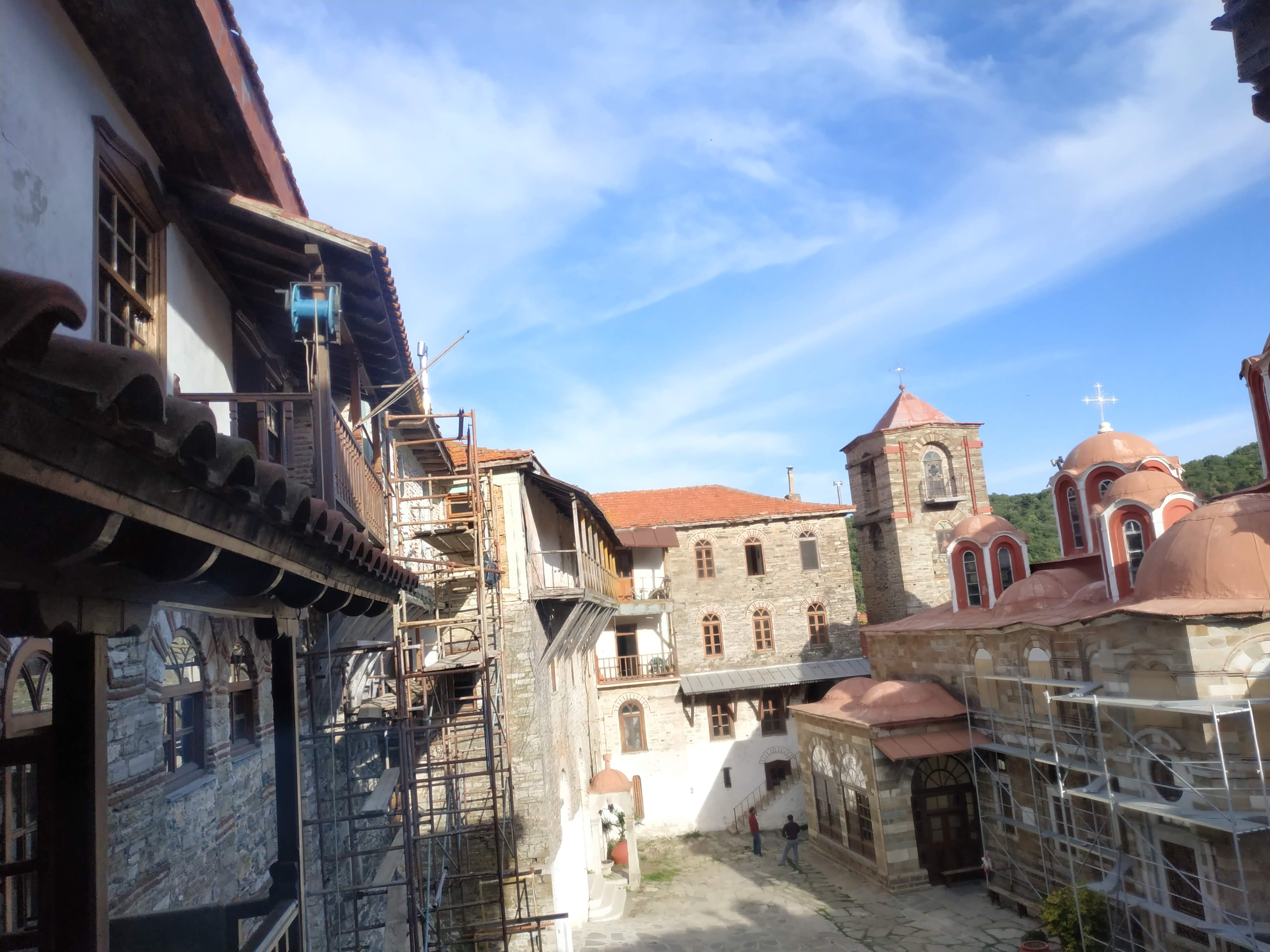
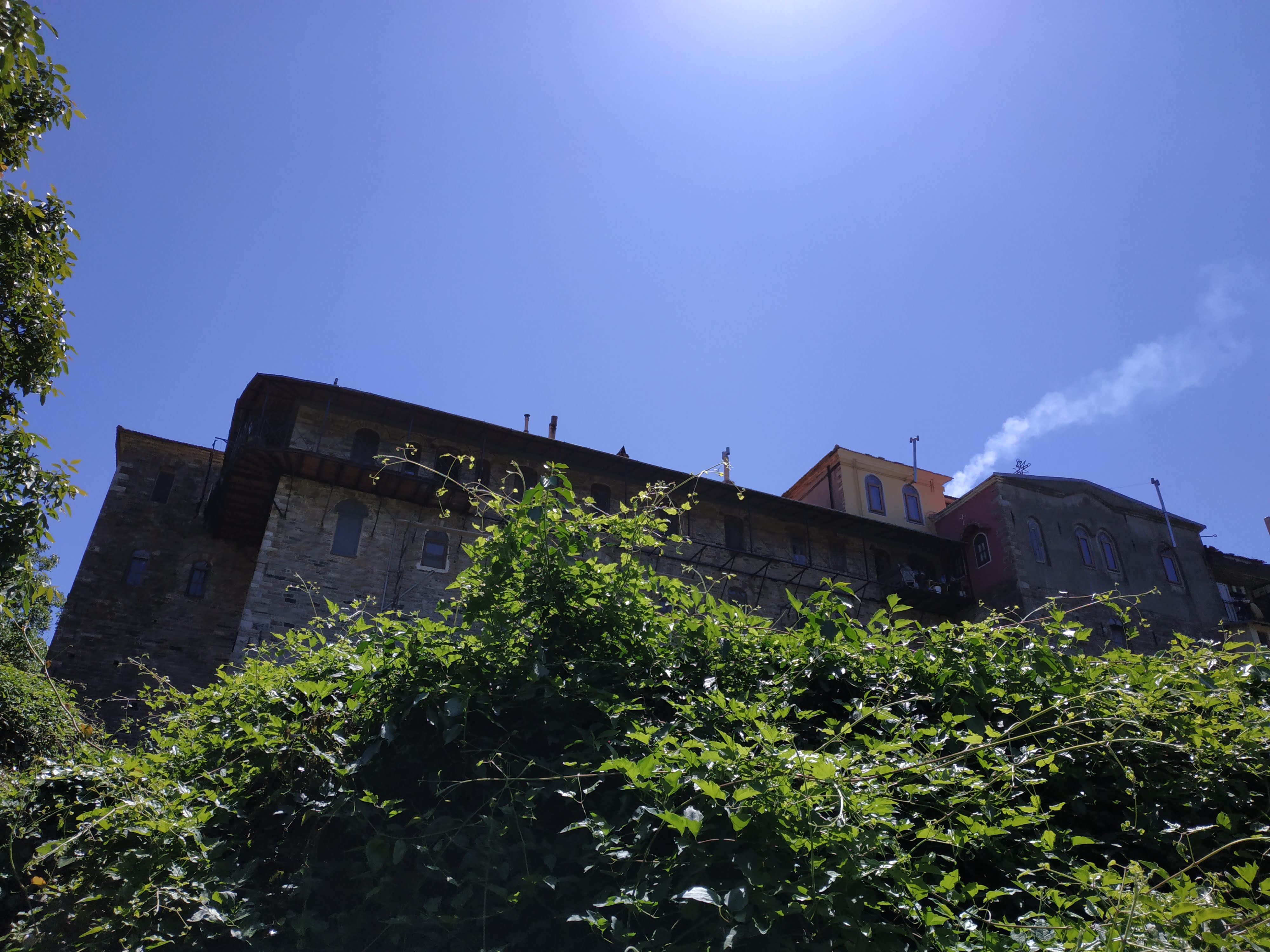
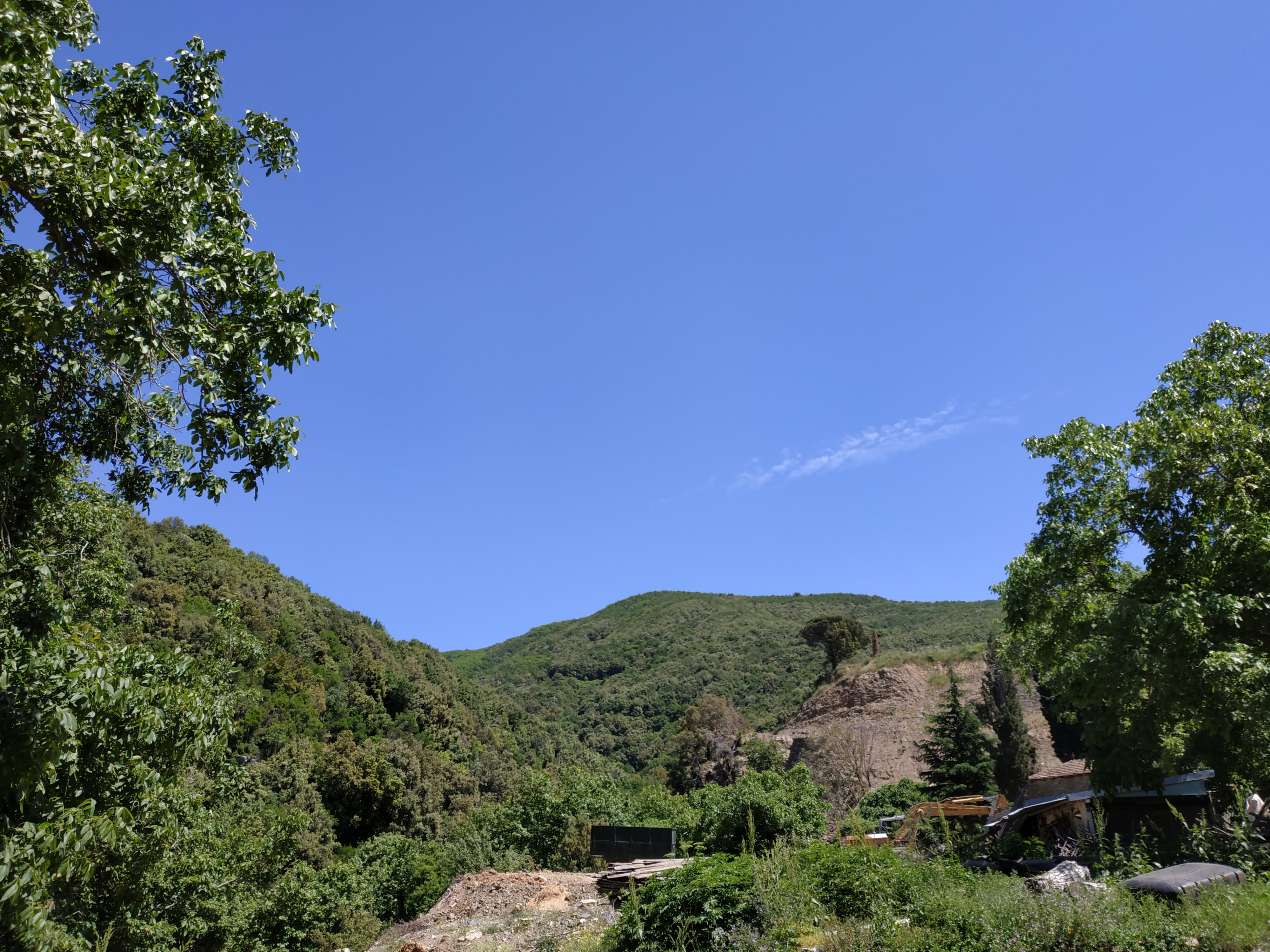